# Tunocaria
Tunocaria là một chi bướm đêm thuộc họ Noctuidae.